# Syntrichura placida
Syntrichura placida là một loài bướm đêm thuộc phân họ Arctiinae, họ Erebidae.